# August von Ahlefeld
August Detlef von Ahlefeld (* 6. August 1811 auf dem Gut Ohe bei Rendsburg; † 13. Dezember 1891 auf dem Gut Olpenitz bei Kappeln) war ein deutscher Rittergutsbesitzer und Landrat im Herzogtum Schleswig.

## Leben
Geboren als Sohn des Landrats Ernst Carl von Ahlefeldt aus der Originarii-Familie von Ahlefeldt, Besitzer der Güter Ohe, Rögen und Olpenitz, studierte August von Ahlefeld Rechtswissenschaften an der Universität Kiel. 1831 wurde er Mitglied des Corps Holsatia. Nach dem Studium wurde er Landrat im Herzogtum Schleswig. Während der Schleswig-Holsteinischen Erhebung von 1848 bis 1851 leitete er als Verpflegungskommissar der deutschen Reichsarmee das Verpflegungswesen der preußischen Truppen in Jütland. Nach Kriegsende musste er Schleswig verlassen. Vom Patent für das Herzogthum Schleswig, betreff die Amnestie von 1851 wurde er ausdrücklich ausgenommen und konnte erst nach einer am 9. Oktober 1856 ausgesprochenen Amnestie nach Schleswig zurückkehren.
Ahlefeld wurde 1857 Besitzer der Rittergüter Olpenitz und Rögen. Seit 1835 war er mit Albertine Sophie von Harling verheiratet. 1879 übertrug er das Gut Olpenitz auf seinen Sohn Carl von Ahlefeld (1842–1879).
Am 6. Juli 1835 heiratete er in Göttingen Albertine Sophie von Harling (1809–1868), mit der er zwei Söhne hatte:
- Carl (1842–1879)

⚭ 1870 Sophie von Buchwaldt (1842–1876)
⚭ 1878 Therese von Rumohr (1854–1917)
- Detlev (1845–1934) ⚭ 1874 Auguste von Ahlefeldt (1856–1917)